# Naczelnik urzędu skarbowego
Naczelnik urzędu skarbowego – organ podatkowy pierwszej instancji. Naczelnik urzędu skarbowego powoływany jest przez Szefa Krajowej Administracji Skarbowej na wniosek Dyrektora Izby Administracji Skarbowej i wykonuje zadania przy pomocy kierowanego przez siebie urzędu skarbowego. Naczelnika odwołuje Szef KAS. 
Naczelnik Urzędu Skarbowego kieruje pracą Urzędu przy pomocy jednego lub więcej zastępców naczelnika, kierowników komórek organizacyjnych i innych pracowników zatrudnionych na stanowiskach samodzielnych. Kompetencje do podejmowania decyzji, podpisywania pism i wyrażania stanowiska naczelnika urzędu skarbowego w określonej sprawie, określa regulamin organizacyjny danego urzędu.
Naczelnik urzędu skarbowego prowadzi postępowanie podatkowe na podstawie przepisów Ordynacji podatkowej. Organem odwoławczym od decyzji naczelnika urzędu skarbowego jest dyrektor izby administracji skarbowej.
Do zakresu działania naczelnika urzędu skarbowego należy: 
1. ustalanie lub określanie i pobór podatków oraz niepodatkowych należności budżetowych, jak również innych należności, na podstawie odrębnych przepisów, z wyjątkiem podatków i należności budżetowych, których ustalanie lub określanie i pobór należy do innych organów,
2. rejestrowanie podatników oraz przyjmowanie deklaracji podatkowych,
3. wykonywanie kontroli podatkowej,
4. podział i przekazywanie, na zasadach określonych w odrębnych przepisach, dochodów budżetowych między budżetem państwa i budżetami gmin,
5. wykonywanie egzekucji administracyjnej należności pieniężnych,
6. współpraca z Szefem Krajowego Centrum Informacji Kryminalnych, w zakresie niezbędnym do realizacji jego zadań ustawowych,
7. wykonywanie innych zadań określonych w odrębnych przepisach.

Do zakresu działania urzędów skarbowych należy: 
1. prowadzenie dochodzeń w sprawach o przestępstwa skarbowe i wykroczenia skarbowe,
2. wykonywanie funkcji oskarżyciela publicznego w sprawach o przestępstwa skarbowe i wykroczenia skarbowe,
3. wykonywanie kar majątkowych, w zakresie określonym w przepisach Kodeksu karnego wykonawczego oraz Kodeksu karnego skarbowego.